# バーゼル市立美術館
座標: 北緯47度33分15秒 東経7度35分39秒 / 北緯47.55417度 東経7.59417度

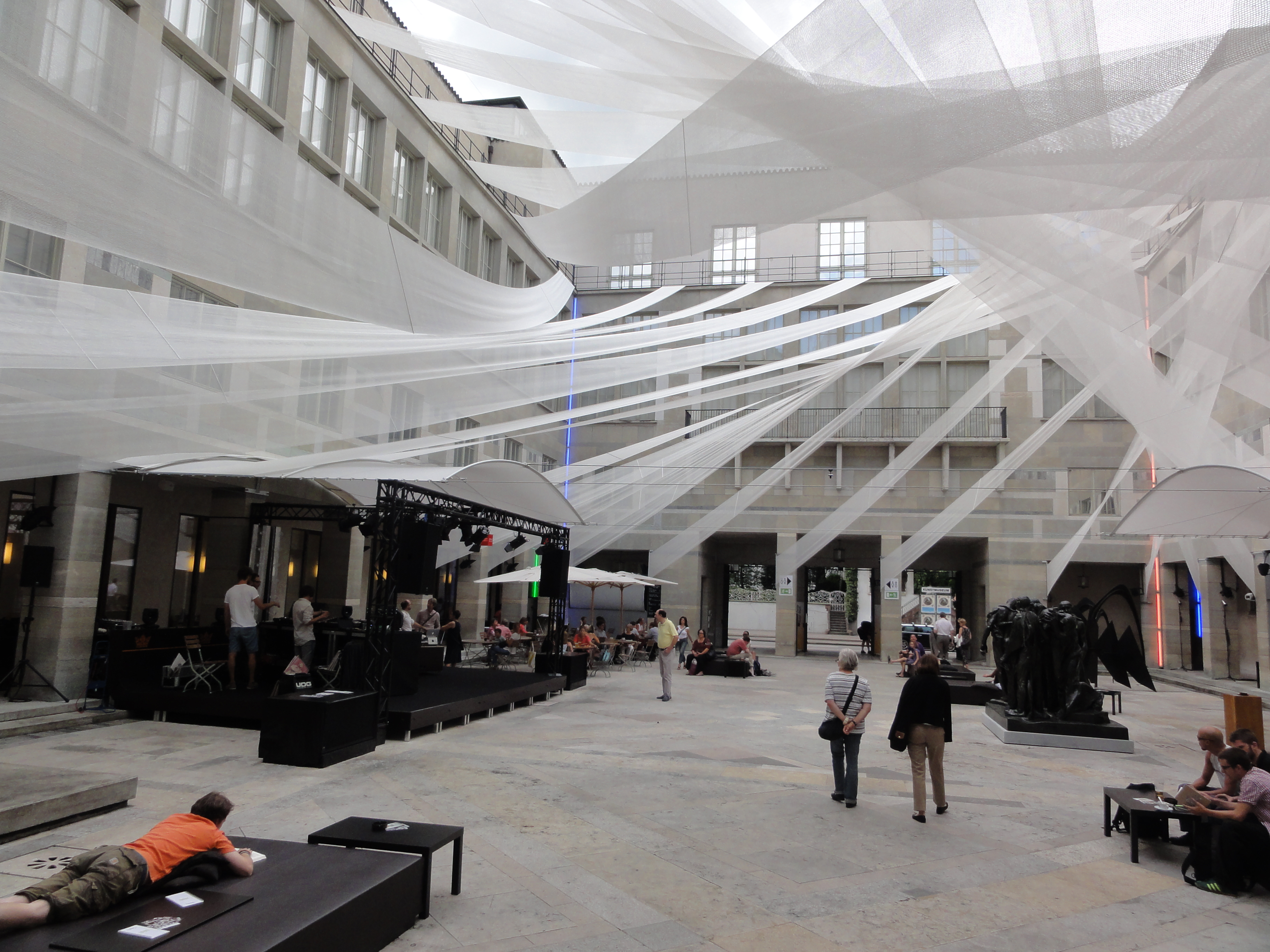
中庭 - ロダン作「カレーの市民」がある

バーゼル市立美術館（Kunstmuseum Basel）は、スイス・バーゼルにある美術館である。単にバーゼル美術館と呼ばれることもある（こちらの方が原語に近い）。
バーゼル市立現代美術館とは姉妹館であり、入場券も共通である。

## 沿革・概要
1671年に開設された世界最古の公共美術館の1つである。自由都市バーゼルで印刷業などで財を成したアマーバッハ家（Amerbach Cabinet）がコレクションした美術品をバーゼル市が購入し公開したものが基となっている。アマーバッハ家の後援を受けたハンス・ホルバインのコレクションをはじめ、西欧絵画のコレクションが充実している。また、ダダイスムやシュルレアリズムなど、現代美術も所蔵している。

## 主な収蔵品

### 絵画
- シナゴーグ Synagoge（1430頃）：コンラート・ヴィッツ [2]
- 聖クリストフォロス St. Christophorus (1435)：コンラート・ヴィッツ
- 聖ヒエロニムス St Jerome (1485-90)：ハンス・メムリンク
- キリストの磔刑 The Crucifixion (1510)：マティアス・グリューネヴァルト
- 女性像 Bildnis einer Frau, vielleicht der Schwester Margaretha（1512）：ハンス・ホルバイン (父) [3]
- 死と女 Death and the Maiden (1518-20)：ハンス・バルドゥング
- ロッテルダムのエラスムス Portrait of Erasmus of Rotterdam Writing[4] (1523)：ハンス・ホルバイン
- 聖ヨハネ St. James the Greater (1600s)：エル・グレコ
- 魔女たちに追われるタム・オシャンター Tam o´Shanter is pursued by witches (1849)：ウジェーヌ・ドラクロワ
- 死の島 Isle of the Dead (Die Toteninsel) (1880)：アルノルト・ベックリン
- 大豹に襲われる黒人 Un nègre attaqué un léopard (1910)：アンリ・ルソー

 ウィキメディア・コモンズには、バーゼル市立美術館の絵画に関するカテゴリがあります。

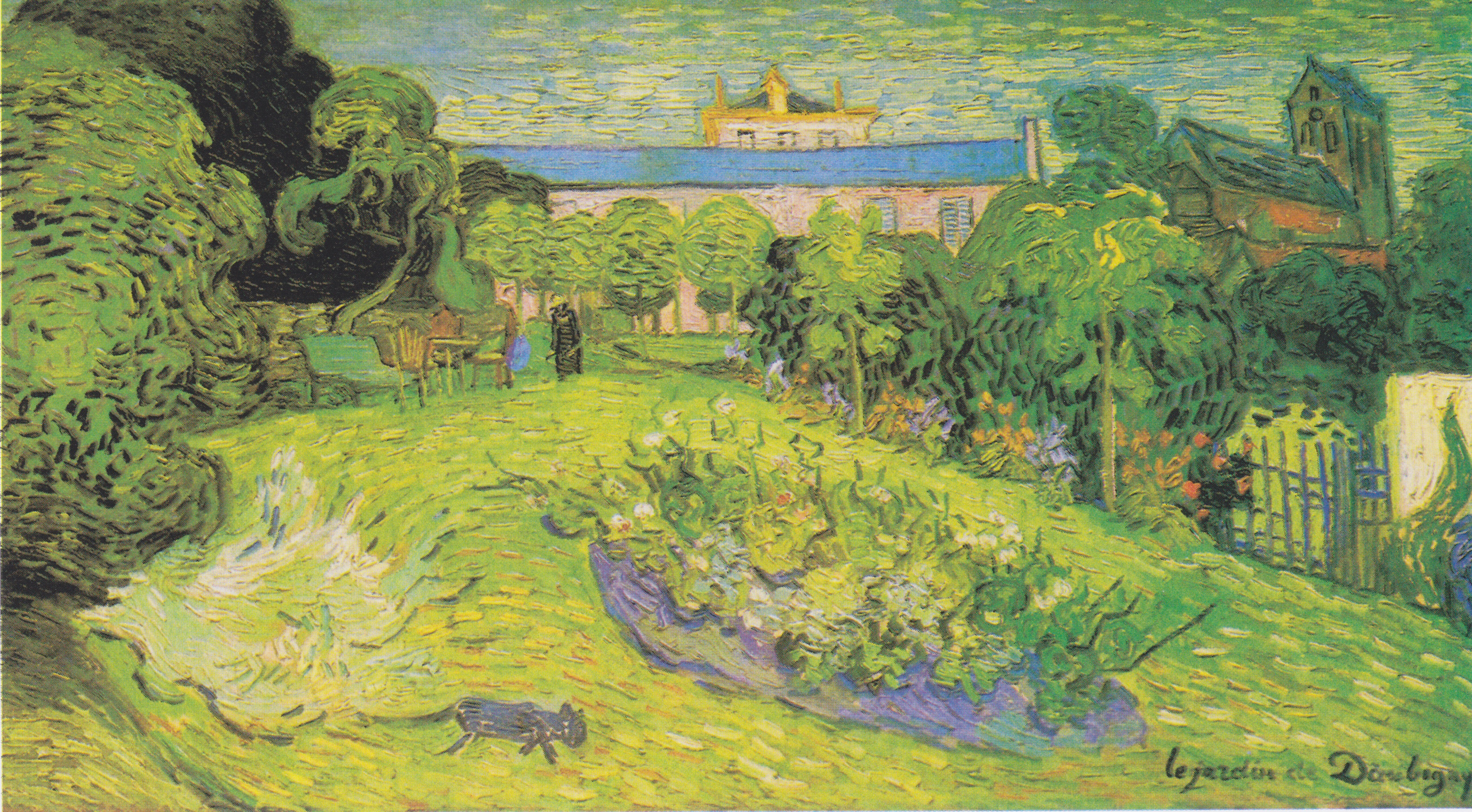
フィンセント・ファン・ゴッホ 「ドービニーの庭」　1890年7月
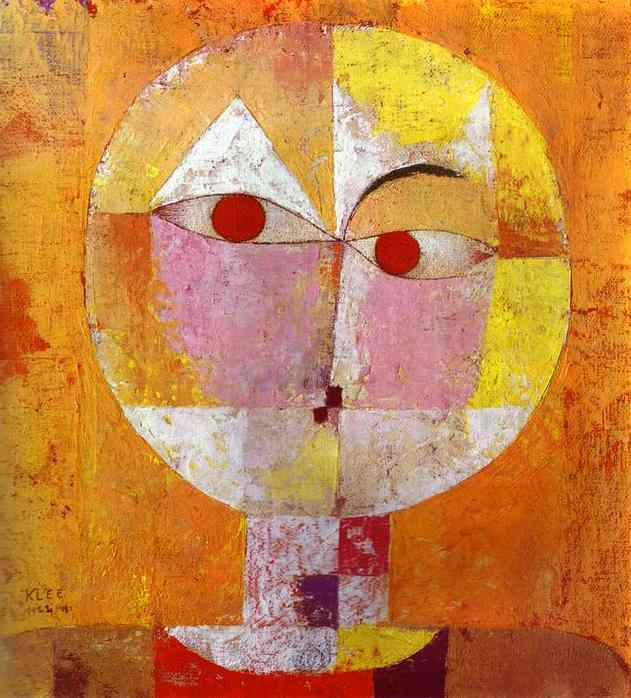
パウル・クレー 「Senecio (Head of a Man)（英語版）」　1922年
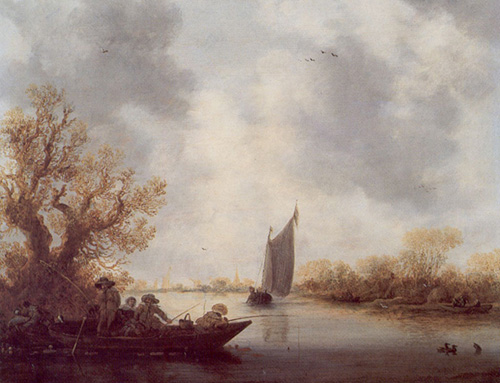
ヤン・ファン・ホーイェン 「Krajina s rybáři（漁師のいる風景）」　1635年
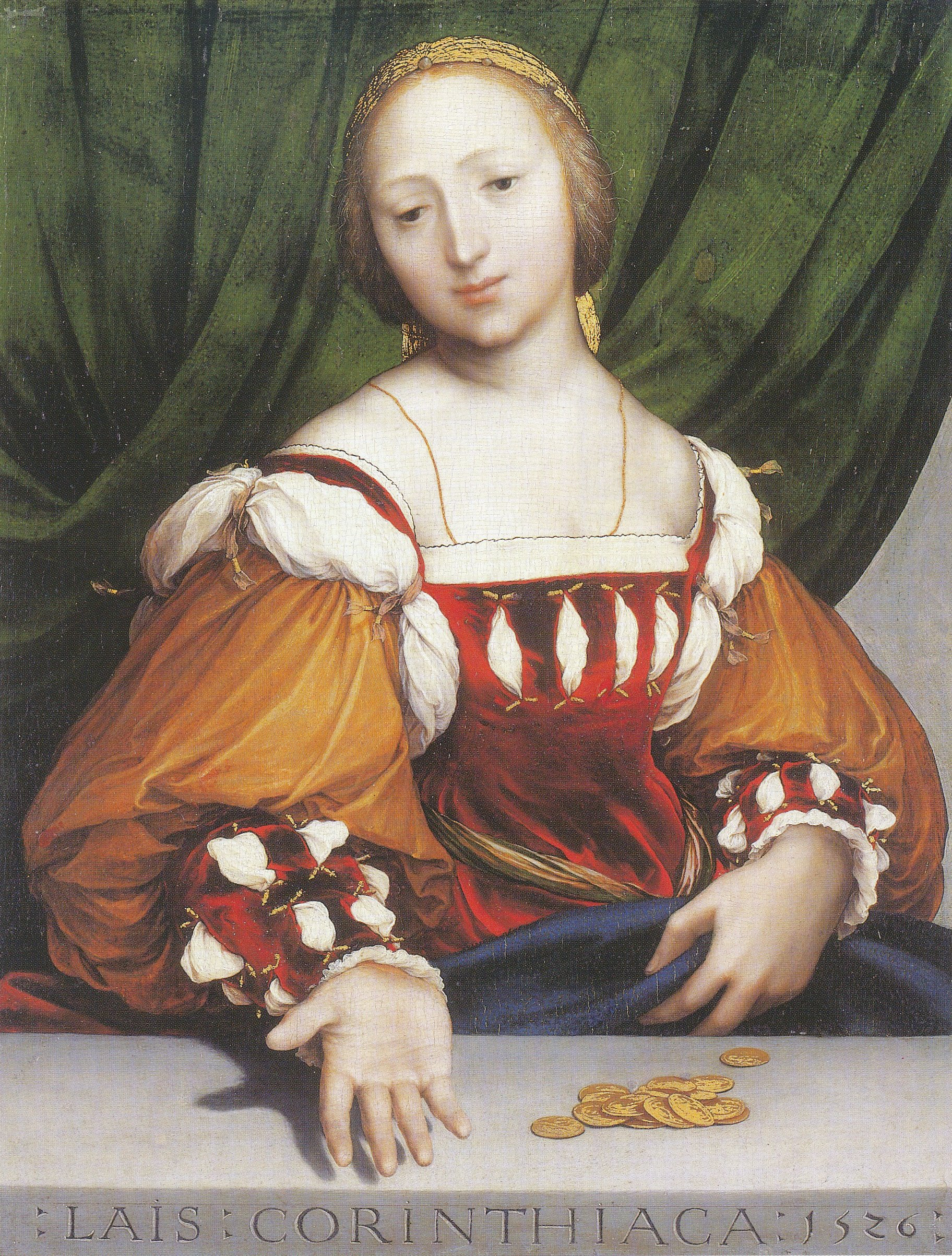
ハンス・ホルバイン 「Lais of Corinth」　1526年
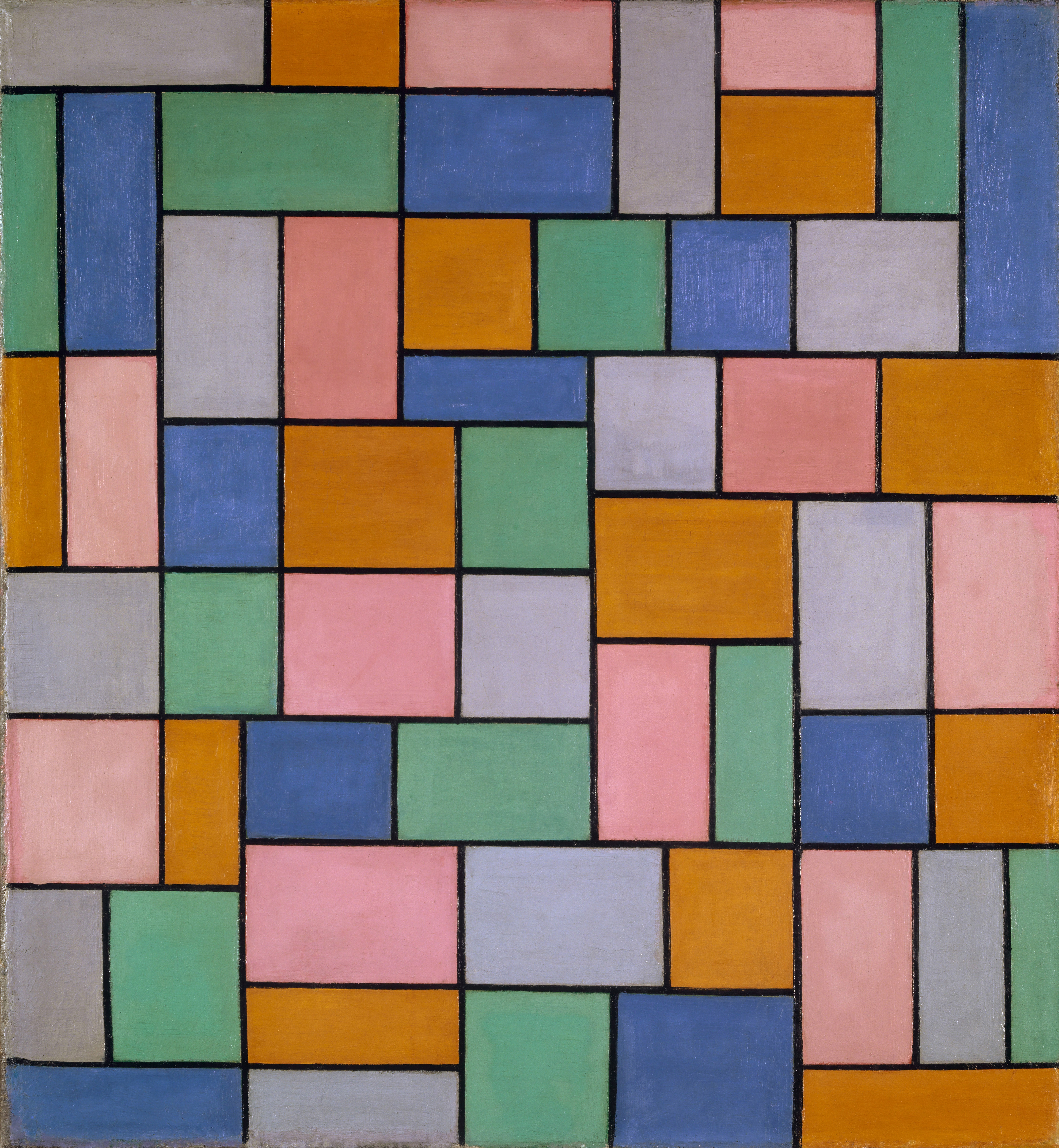
テオ・ファン・ドゥースブルフ 「Composition in Dissonances」　1919年
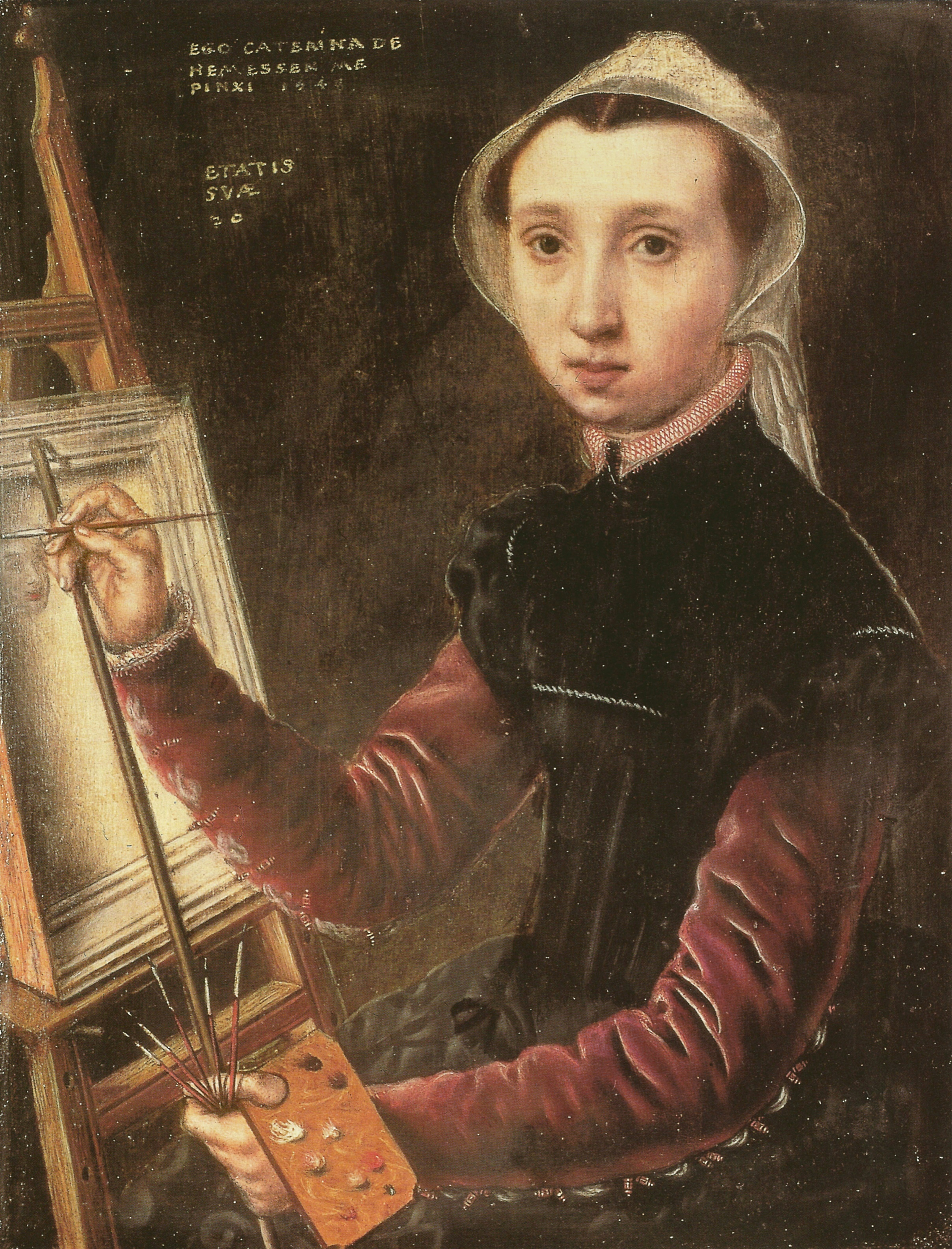
カタリナ・ファン・ヘメッセン 「自画像」　1548年
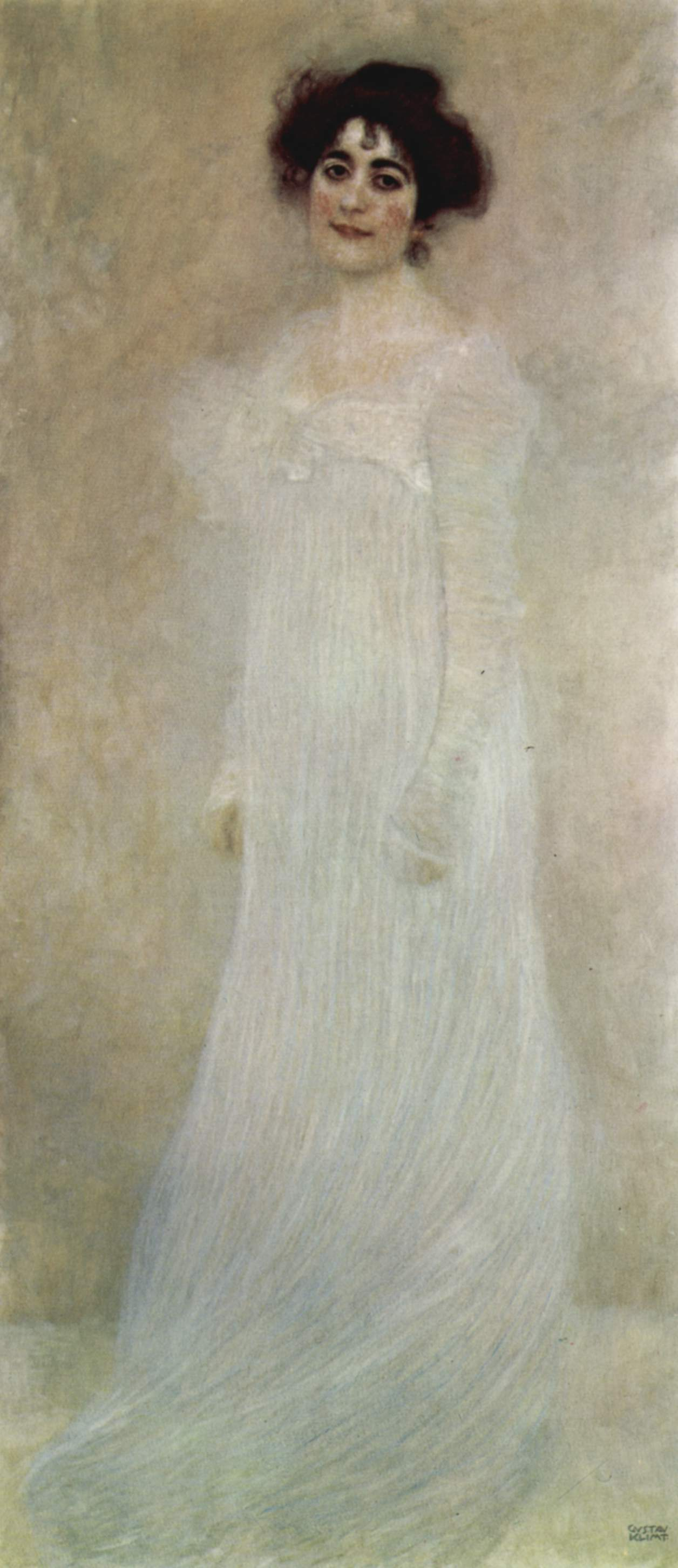
グスタフ・クリムト 「Serena Ledererの肖像」　1899年
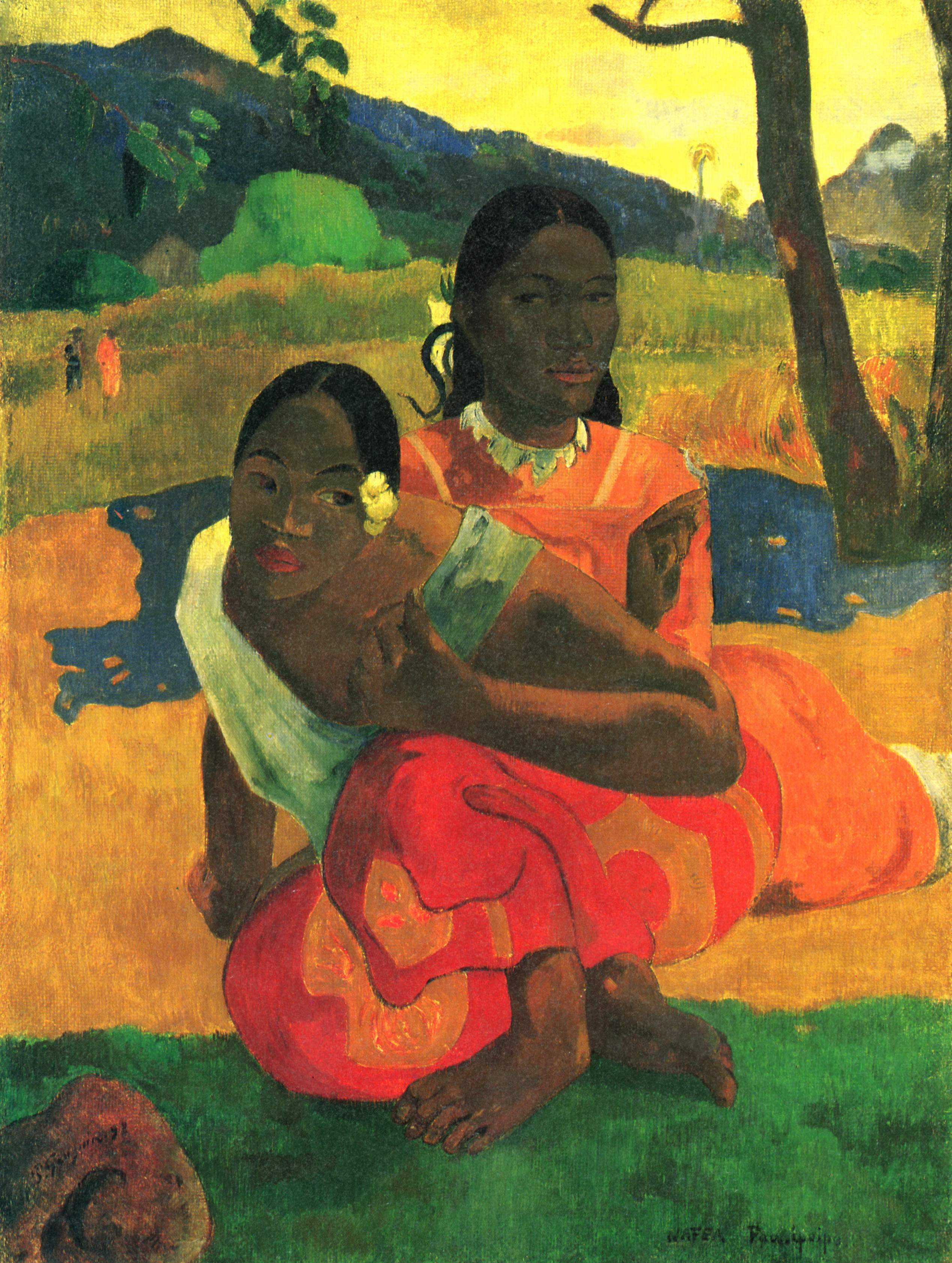
ポール・ゴーギャン 「Nafea faa ipoipo（あなたはいつ結婚する?）」　1892年
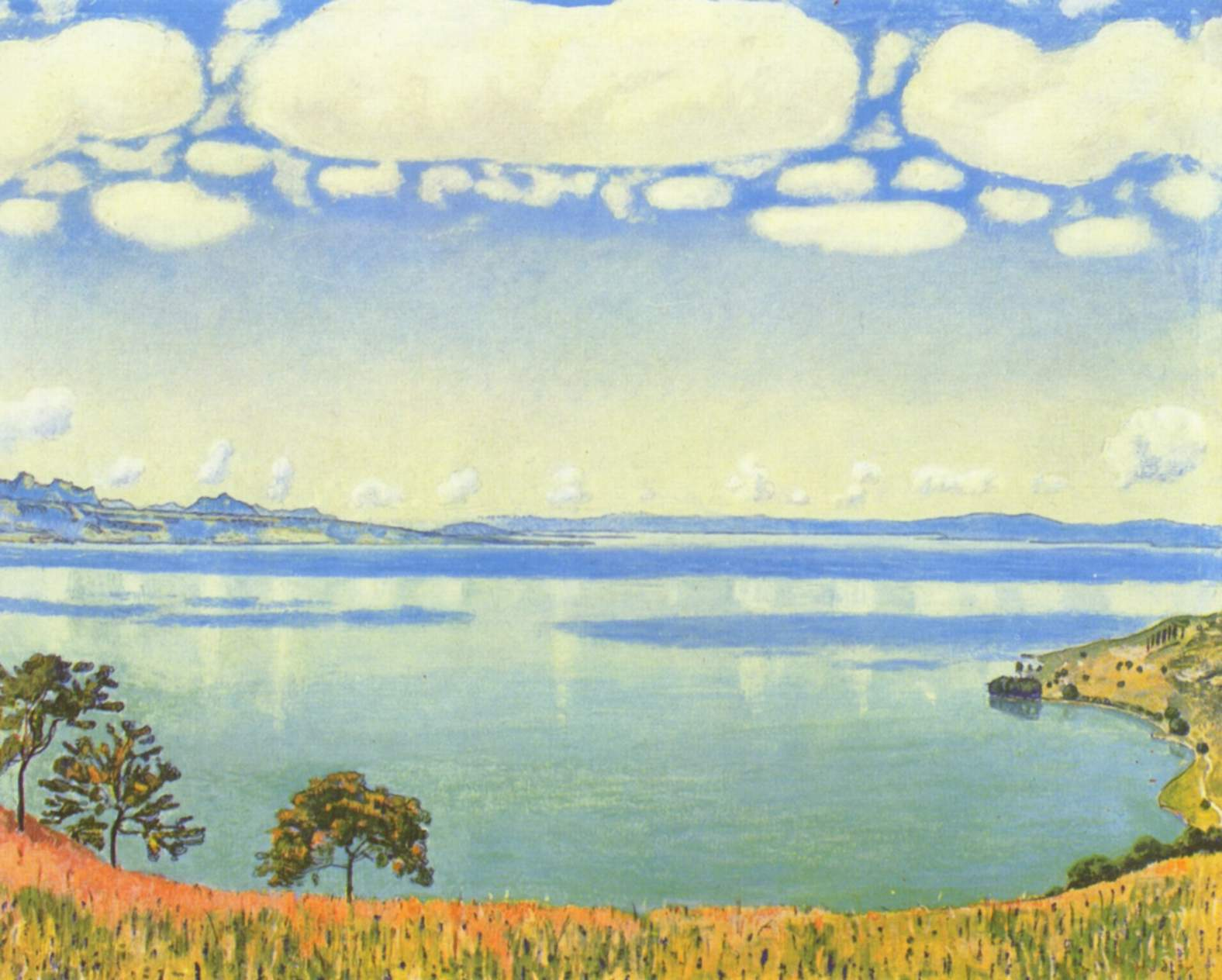
フェルディナント・ホドラー 「Lake Geneva from Chexbres」　1905年
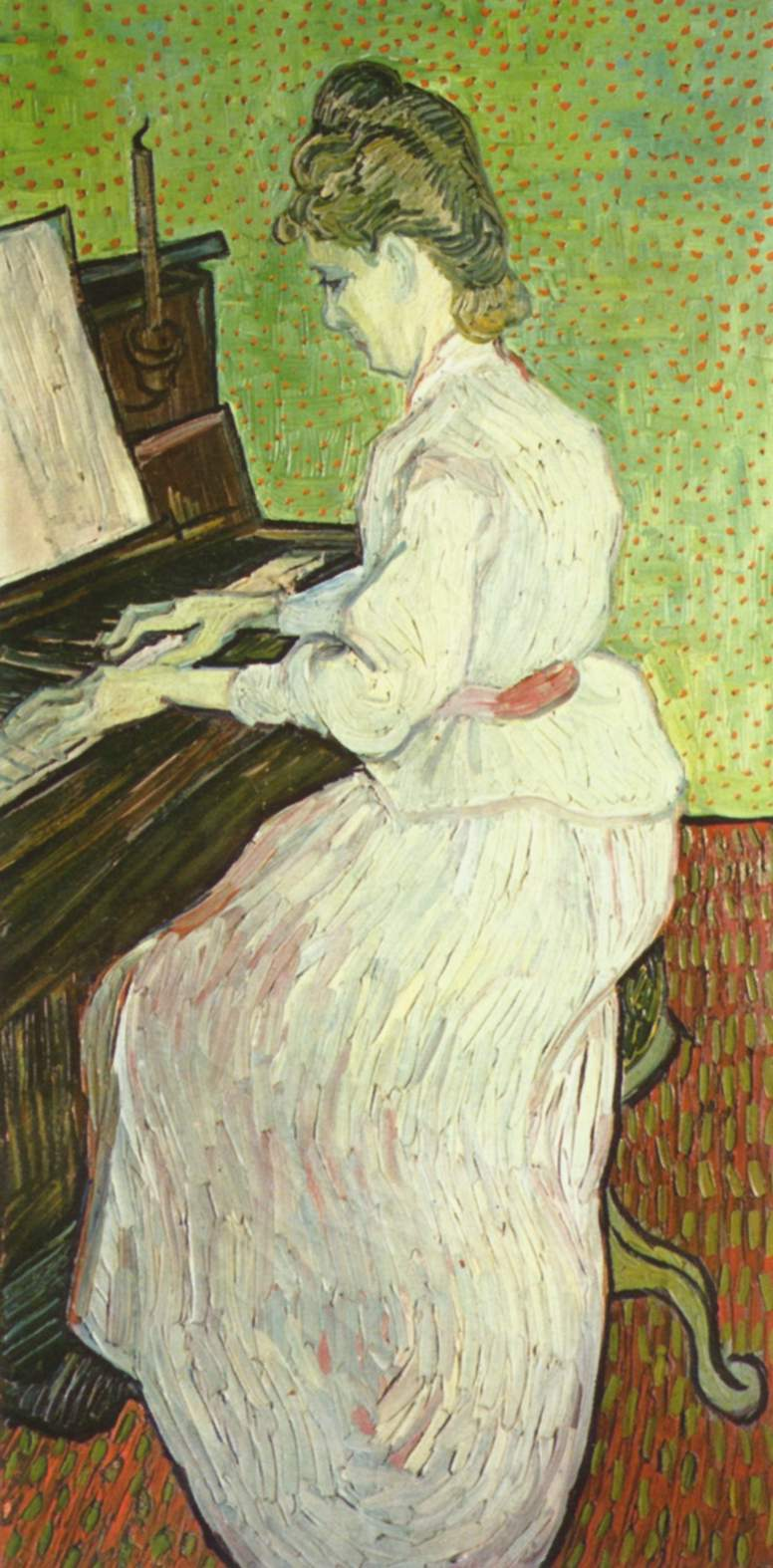
フィンセント・ファン・ゴッホ 「Marguerite Gachet（英語版） at the Piano」　1890年6月
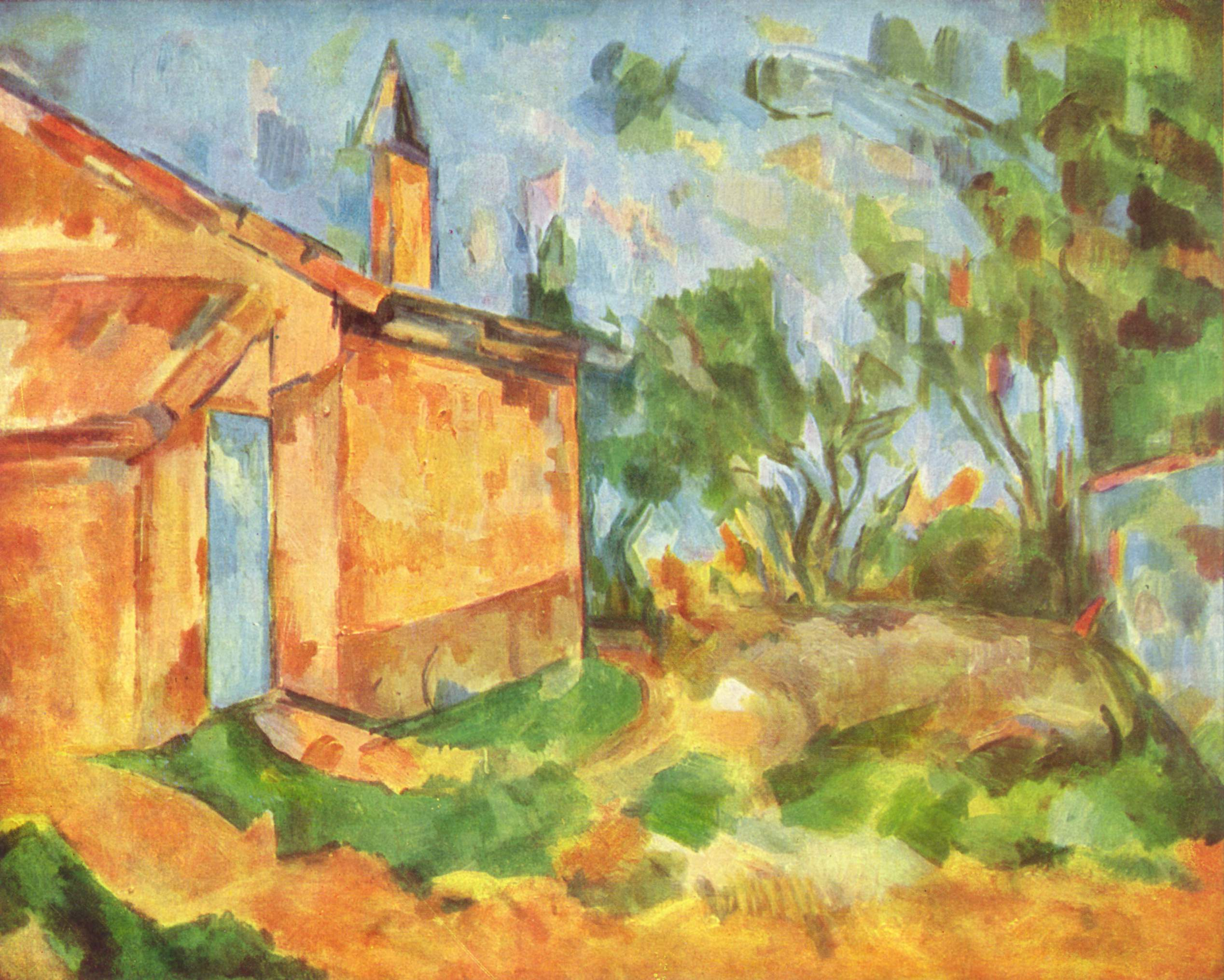
ポール・セザンヌ 「Le Cabanon de Jourdan」　1906年
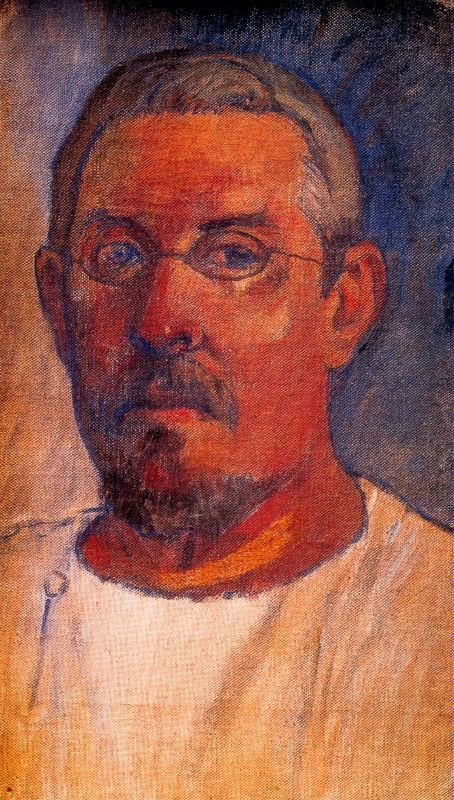
ポール・ゴーギャン 「自画像」　1902-03年
パウル・クレー 「Polyphony」　1932年
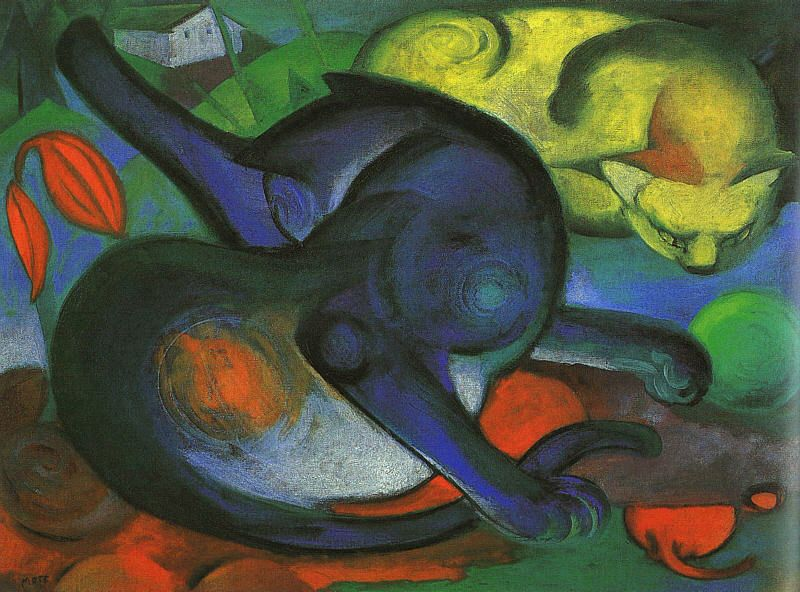
フランツ・マルク 「2匹の猫、青と黄色」　1912年
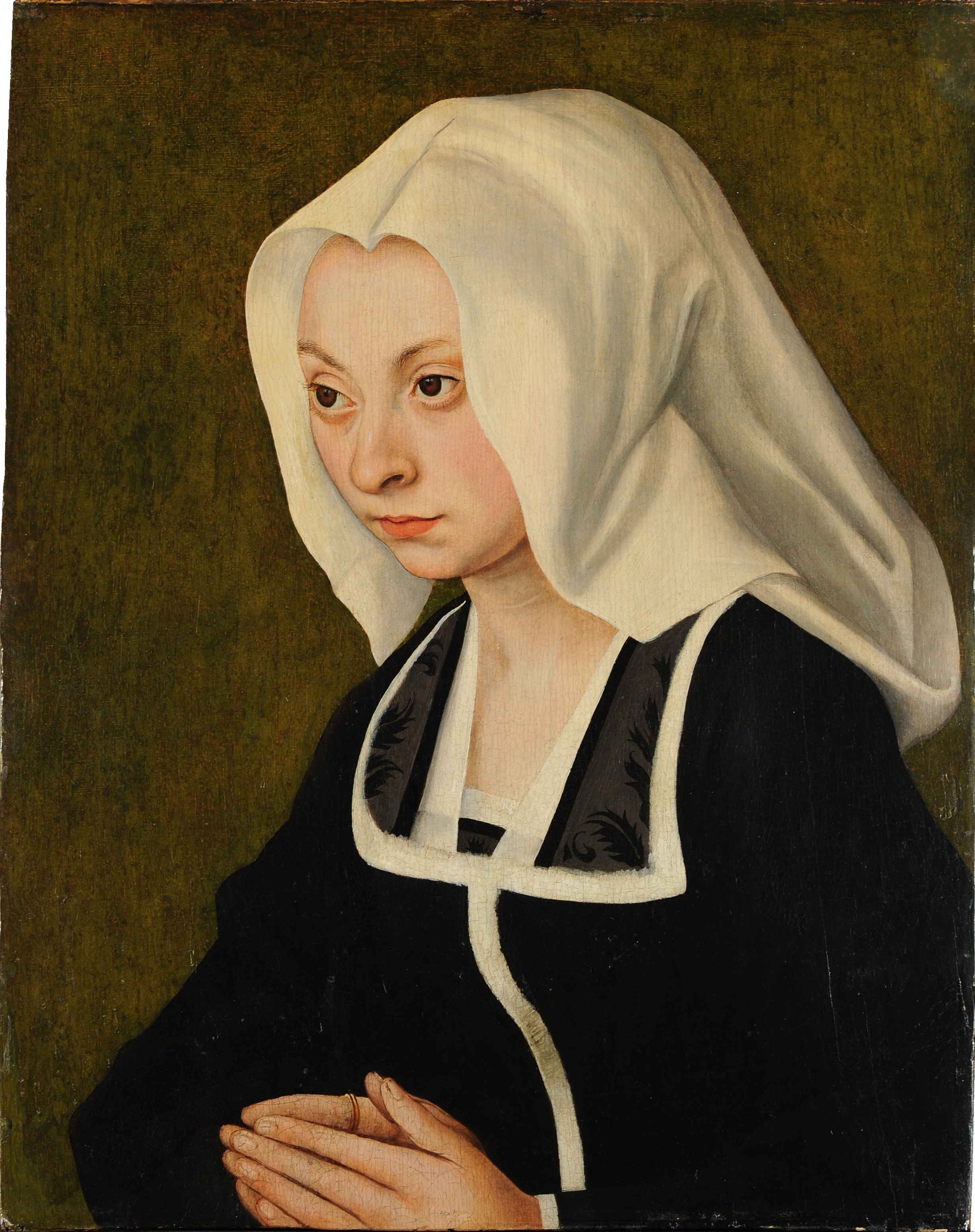
ルーカス・クラナッハ 「Portrait of a woman」　1508-10年頃

## 脚註
1. ↑  『地球の歩き方 2016〜17 スイス』ダイヤモンド・ビッグ社、2016年、421頁。ISBN 978-4-478-04886-3。
2. ↑   Alfred Stange: Deutsche Spätgotische Malerei 1430-1500. Karl Robert Langewiesche Nachfolger Hans Köster, Königstein im Taunus 1965, S. 6 (Text), S. 20 (Aufnahme).
3. ↑   Alfred Stange: Deutsche Spätgotische Malerei 1430-1500. Karl Robert Langewiesche Nachfolger Hans Köster, Königstein im Taunus 1965, S. 12 (Text), S. 71 (Aufnahme).
4. ↑  背景や書かれた文字などルーヴル美術館所蔵のものと異なる。File:Hans_Holbein_d._J._-_Portrait_of_Erasmus_of_Rotterdam_Writing_-_WGA11498.jpg